# Großer Biesenberg
Der Große Biesenberg ist ein Berg im Pfälzerwald.

## Geographie

### Lage
Der Berg befindet sich im Nordwesten der Gemarkung der Ortsgemeinde Ludwigswinkel. Entlang seines Westhanges verläuft der Steinige Bach; somit liegt er inmitten des Quellgebietes der Sauer. Benachbarte Berge sind der Kleine Biesenberg (451 m ü. NHN) im Osten, das Goldgrübel (435 m ü. NHN) im Südosten, im Süden das Massiv Mümmelsköpfe, das zwei Kuppen mit 412,5 m ü. NHN beziehungsweise 408,2 m ü. NHN hat und der der Hesselspfuhl im Südwesten.

### Naturräumliche Zuordnung
Zusammenfassend folgt die naturräumliche Zuordnung des Großen Mückenkopfes folgender Systematik:
- Großregion 1. Ordnung: Schichtstufenland beiderseits des Oberrheingrabens
- Großregion 2. Ordnung: Pfälzisch-Saarländisches Schichtstufenland
- Großregion 3. Ordnung: Pfälzerwald
- Region 4. Ordnung (Haupteinheit): Wasgau
- Region 5. Ordnung: Südwestlicher Pfälzerwald

## Charakteristika
Beim Großen Biesenberg handelt es sich um einen langgezogenen Rückenberg. Er ist vollständig bewaldet in Form von Buchen, Eichen, und Fichten. Er befindet sich geographisch betrachtet in einer sehr einsamen Lage.

## Verkehr
Entlang seiner Südflanke verläuft die Landesstraße 478, die von Hornbach über Eppenbrunn und Fischbach bei Dahn bis nach Bobenthal führt.

## Tourismus
Entlang seiner Nordflanke verläuft die östliche Fortsetzung des Höcherbergweges, die die Markierung „rot-weißer Balken“ trägt und entlang seiner Südflanke der Hornbach-Fleckenstein-Radweg sowie die zweite Etappe der Rheinland-Pfalz-Radroute. Der Gipfel ist auf Waldwegen nicht erreichbar. potentieller Ausgangspunkt für wanderungen ist der Waldparkplatz „Eselssteige“.